# Porte du Faubourg Saint-Jean

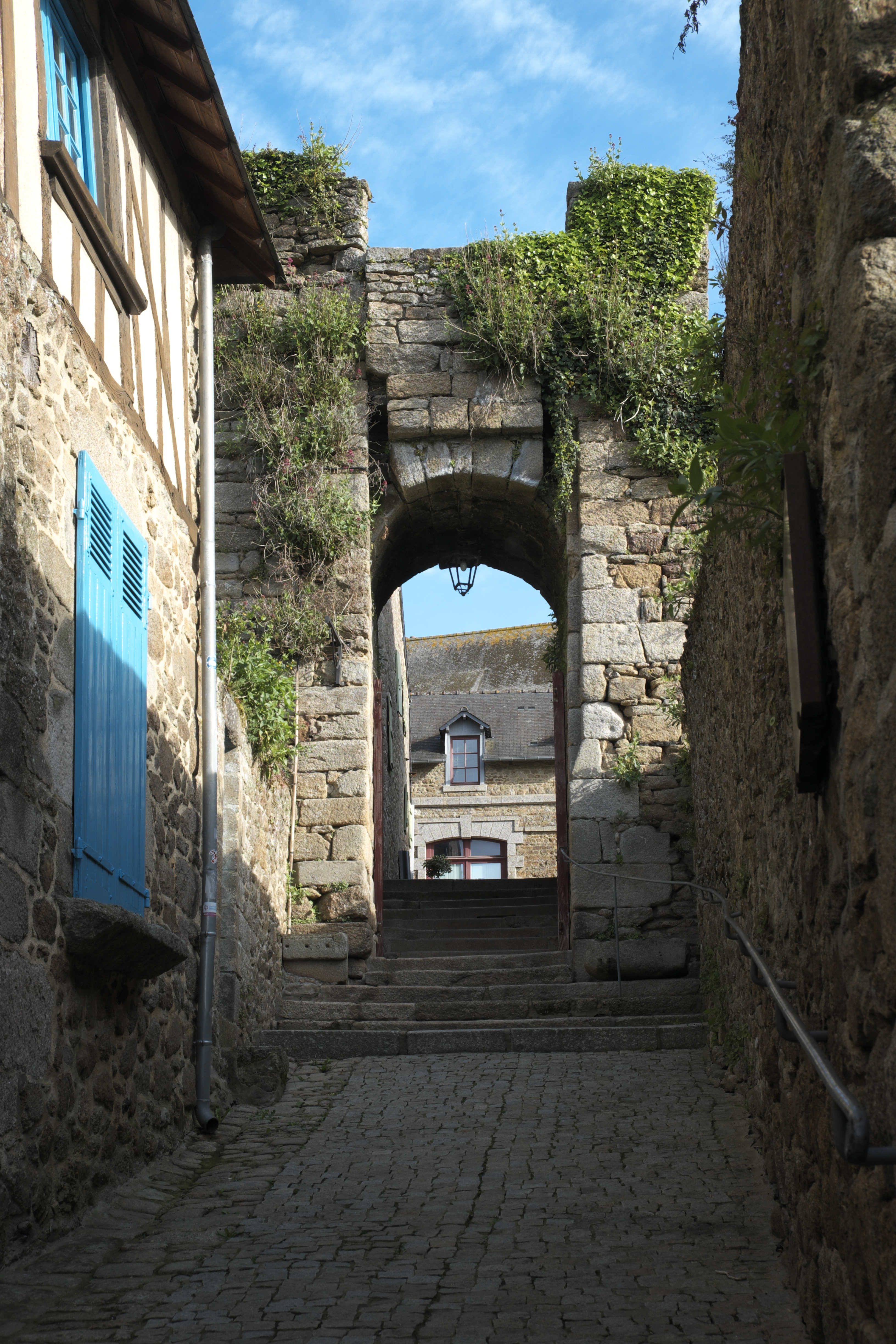
Porte du Faubourg Saint-Jean in Moncontour

Die Porte du Faubourg Saint-Jean (auch als Poterne Saint-Jean bezeichnet) in Moncontour, einer französischen Gemeinde im Département Côtes-d’Armor in der Region Bretagne, wurde im 14./15. Jahrhundert errichtet. Das Stadttor aus Granitmauerwerk wurde 1926 als Monument historique in die Liste der Baudenkmäler in Frankreich aufgenommen.
Das kleine Ausfalltor (französisch poterne) gehört zu den wenigen Resten der ehemaligen Stadtbefestigung, die im Zuge des bretonischen Erbfolgekriegs errichtet wurde. Der Durchgang des Tors besitzt ein Tonnengewölbe und darüber befand sich eine Wachstube der Verteidiger.